# شابالید پایین
شابالید پایین (به لاتین: Aşağı Şabalıd) یک منطقه مسکونی در جمهوری آذربایجان است که در شهرستان شکی واقع شده است. این روستا ۶۷۵ نفر جمعیت دارد.